# Klara von Montefalco

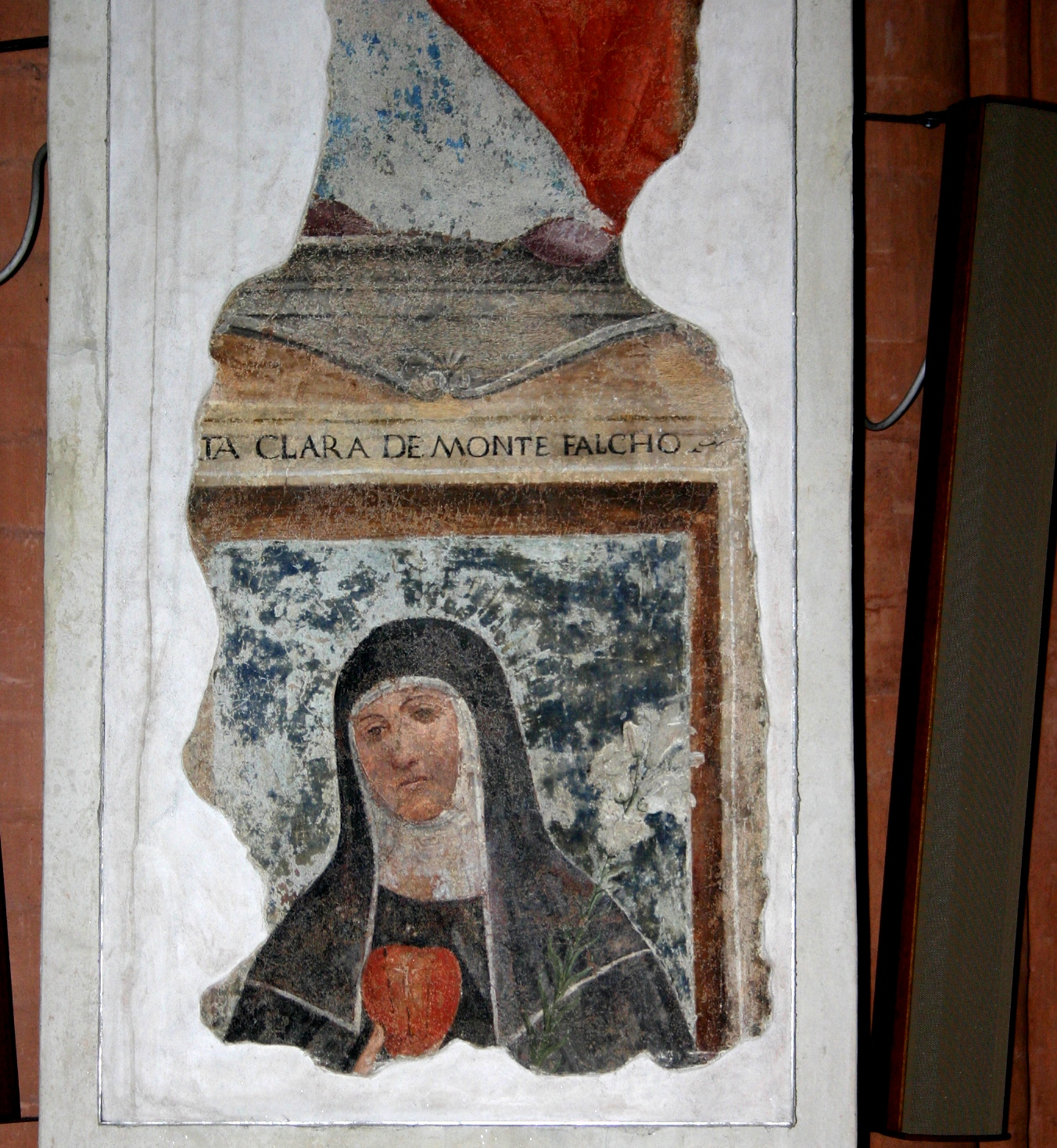
Clara von Montefalco mit dem Gekreuzigten im Herzen. Fresko auf einer Säule der Kirche Santa Maria Incoronata in Mailand.

Klara von Montefalco (Klara vom Kreuz; * 1268 in Montefalco, Umbrien; † 18. August 1308 in Montefalco) war Jungfrau, Augustinerin und Mystikerin. Sie wurde 1881 von der katholischen Kirche heiliggesprochen.

## Leben
Klara von Montefalco war schon im Alter von sechs Jahren mit weiteren sechs anderen Frauen Reklusin unter der Leitung ihrer Schwester. Die Gemeinschaft in Montefalco wurde 1290 in ein Augustinerinnenkloster umgewandelt. 1291 folgte Klara ihrer Schwester im Amt der Äbtissin nach. Ab 1294 hatte Sr. Klara mystische Erfahrungen und Visionen. In diesen erschien ihr der leidende Christus, weshalb man Klara nachträglich den Beinamen vom Kreuz gab. Sie hatte die Gabe der Unterscheidung der Geister.
Ab 1303 begann Klara von Montefalco, eine Kirche für die Stadt Montefalco erbauen zu lassen. Sr. Klara starb am 18. August 1308. Zehn Tage nach ihrem Tod wurde ihre Brust geöffnet und man fand ihr stigmatisiertes Herz. Klaras unverwester Leichnam befindet sich im Augustinerinnenkloster von Montefalco.
Klara von Montefalco wurde am 13. April 1737 durch Papst Clemens XII. selig- und am 8. Dezember 1881 durch Papst Leo XIII. heiliggesprochen.
Ihr Gedenktag ist der 17. August. Auf die Stigmatisation der Verstorbenen geht das Eigenfest Impressio Crucifixi in corde s. Clarae des Augustinerordens am 30. Oktober zurück.